# Jan Maria Kłoczowski
Jan Maria Kłoczowski (ur. 26 grudnia 1960 w Lublinie) – tłumacz języka francuskiego. Autor dwóch tomików poetyckich. Syn Jerzego Kłoczowskiego. Brat Piotra Kłoczowskiego i Pawła Kłoczowskiego.

## Życiorys
Absolwent lubelskiego liceum im. Zamoyskiego i tamtejszej Średniej Szkoły Muzycznej II stopnia w klasie skrzypiec. Ukończył studia historyczne na KUL-u (1985) jako ostatni magistrant Władysława Bartoszewskiego. W latach 1987–1993 aktor Teatru Provisorium.
Przekłady, eseje i wiersze ogłaszał w takich pismach, jak „Zeszyty Literackie”, „Przegląd Polityczny”, „Konteksty” i „Ruch Muzyczny”. Pisuje o malarstwie na łamach „Tygodnika Powszechnego”, publikuje również w internetowej „Księdze Przyjaciół” Wydawnictwa Próby. W jego translatorskim dorobku znalazły się dzieła Marguerite Yourcenar, Emila Ciorana, Tzvetana Todorova, Alaina Besançona i Patricka Deville’a.
Od 2006 roku do sierpnia 2020 roku był członkiem Stowarzyszenia Pisarzy Polskich. Członek Stowarzyszenia Tłumaczy Literatury oraz polskiego PEN Clubu (od roku 2019). W roku 2017 został odznaczony francuskim Orderem Sztuki i Literatury (stopień oficera).
W 2022 roku otrzymał II nagrodę w konkursie literackim ZAIKS-u "Wolność myśli - wolność wyrazu" za przekład eseju Alberta Camusa  Świadek wolności.
Nominowany do Nagrody Literackiej Gdynia 2023 za przekład książki Jeana Fabre Stanisław August Poniatowski i Europa wieku świateł.
Laureat Nagrody Ossolineum za Przekład Poetycki 2024 (Ostatnia księga Madrygałów Philippe’a Jaccotteta).

## Główne przekłady

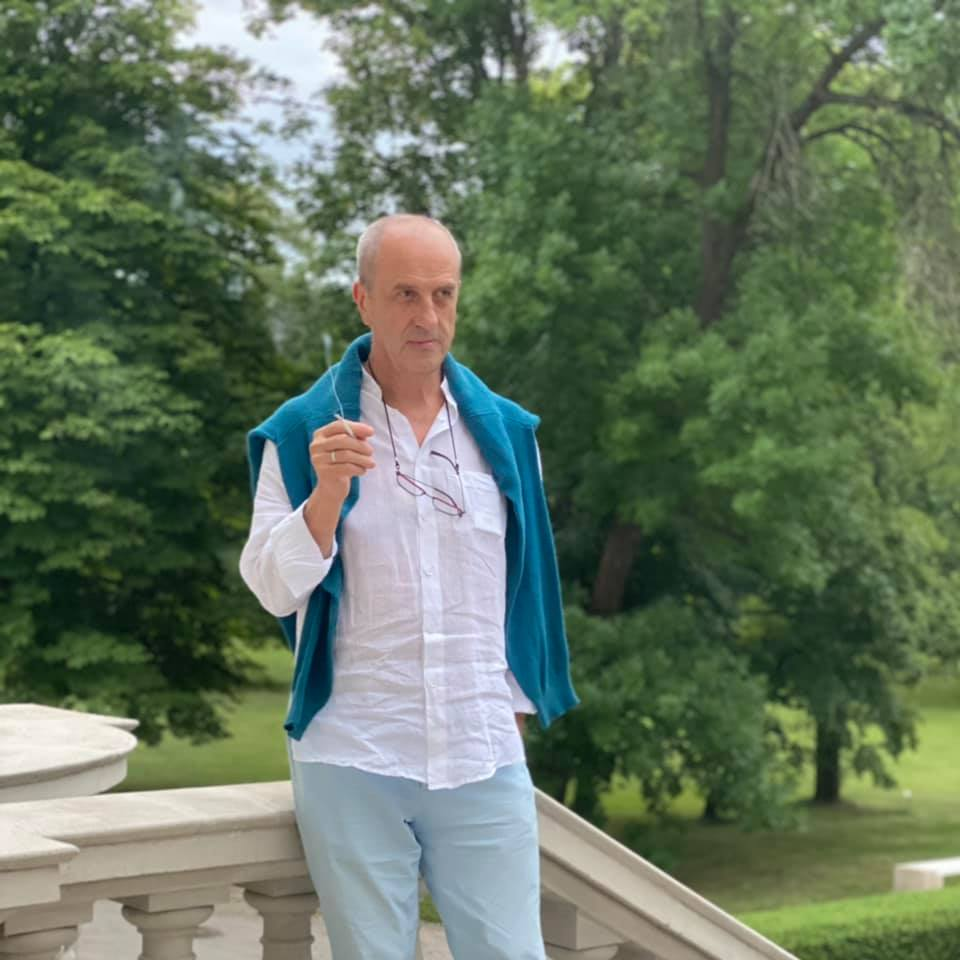
Jan Maria Kłoczowski, Fondation Genshagen (Ludwigsfelde, Germany), 2021

- Jean Delumeau, Reformy chrześcijaństwa w XVI–XVII w., PAX 1986
- Alain Besançon, Pomieszanie języków, Oficyna Literacka 1989
- Marguerite Yourcenar, Czarny mózg Piranesiego, Pavo 1992
- Hans Bellmer, Mała anatomia obrazu, MDruk 1994
- Marc Bloch, Królowie cudotwórcy, Volumen 1998
- Emil Cioran, Ćwiczenia z zachwytu. Eseje i portrety, Czytelnik 1998
- Jean Verdon, Przyjemności średniowiecza, Volumen 2000
- Pierre Gremion, Konspiracja wolności. Kongres Wolności Kultury w Paryżu w latach 1950–1975, PWN 2004
- Jean Pierre Salgas, Gombrowicz lub ateizm integralny, Czytelnik 2005
- Balthus, Korespondencja miłosna, Noir sur Blanc 2008
- Jean Clair, Kryzys muzeów, słowo obraz/terytoria 2009
- Idith Zertal, Naród i Śmierć. Zagłada w dyskursie i polityce Izraela, Universitas 2010
- Adam Jerzy Czartoryski, Rozważania o dyplomacji, Wydawnictwo Literackie 2011
- Alexandra Laignel-Lavastine, Duchy Europy. Wokół dzieła i myśli Czesława Miłosza, Jana Patočki i Istvána Bibó, Pogranicze 2013
- Patrick Deville, Dżuma & Cholera, Noir sur Blanc 2014
- Patrick Deville, Pura Vida, Noir sur Blanc 2015
- Patrick Deville, Ekwatoria, Noir sur Blanc 2016
- Patrick Deville, Kampucza, Noir sur Blanc 2017
- Patrick Deville, Viva, Noir sur Blanc 2018
- Nathalie Heinich, Sztuka jako wyzwanie dla socjologii, Fundacja Terytoria Książki 2019
- Patrick Deville, Taba Taba, Noir sur Blanc 2020
- Emil Cioran, Ćwiczenia z podziwu, Aletheia 2022
- Philippe Lançon, Strzęp, Noir sur Blanc 2022
- Jean Fabre, Stanisław August Poniatowski i Europa wieku świateł, Wydawnictwo Muzeum Łazienki Królewskie 2022
- Patrick Deville, Amazonia, Noir sur Blanc 2022
- Pierre Nora, Między pamięcią a historią. Wybór tekstów, słowo/obraz terytoria, Gdańsk 2022
- Philippe Jaccottet, Ostatnia księga Madrygałów oraz inne wiersze i prozy, PIW 2023
- Patrick Deville, Fenua, Noir sur Blanc 2023
- Stale obawiam się jakiejś katastrofy... Korespondencja Stanisława Augusta z Marcellem Bacciarellim, Wydawnictwo Muzeum Łazienki Królewskie 2023 [przekład z rękopisu][9]
- Déborah Heissler, Sorrowful Songs, PIW 2023
- Antoine Compagnon, Lato z Montaigne’em, Noir sur Blanc 2024
- Albert Camus, Świadek wolności. Artykuły, wykłady i przemówienia z lat 1946-1958, posłowie Adama Michnika, Agora, Warszawa 2024
- Patrick Deville, Sansara, Noir sur Blanc 2025

## Twórczość literacka
- Pomiędzy, Wydawnictwo Werset 2001
- Oczy czasu, Wydawnictwo Werset 2007
- Pani na Bogdanach. Kazimiera Kłoczowska (1859-1929), Biblioteka Więzi 2021[10]
- Świetlisty sen. Szkice śródziemnomorskie, Austeria 2023[11]